# Bernhard Sinkel
Bernhard Sinkel (ur. 19 stycznia 1940 we Frankfurcie nad Menem) – niemiecki reżyser filmowy i scenarzysta. Na przestrzeni lat 1975–1993 wyreżyserował siedem filmów.
Otrzymał wspólną nagrodę specjalnego uznania na 28. Międzynarodowym Festiwalu Filmowym w Berlinie za film Niemcy jesienią. Jego film Kaltgestellt rywalizował na Międzynarodowym Festiwalu Filmowym w Cannes w 1980 roku.

## Wybrana filmografia
- Clinch (1973, TV)
- Lina Braake (1975)
- Berlinger (1975)
- Der Mädchenkrieg (1977)
- Taugenichts (1978)
- Niemcy jesienią (Deutschland im Herbst) (1978)
- Kaltgestellt (1980)
- Bekenntnisse des Hochstaplers Felix Krull (1981, TV)
- Ojcowie i synowie (Väter und Söhne – Eine deutsche Tragödie) (1985, TV)
- Hemingway (1988, TV)
- Der Kinoerzähler (1993)